# 해협서안경제구

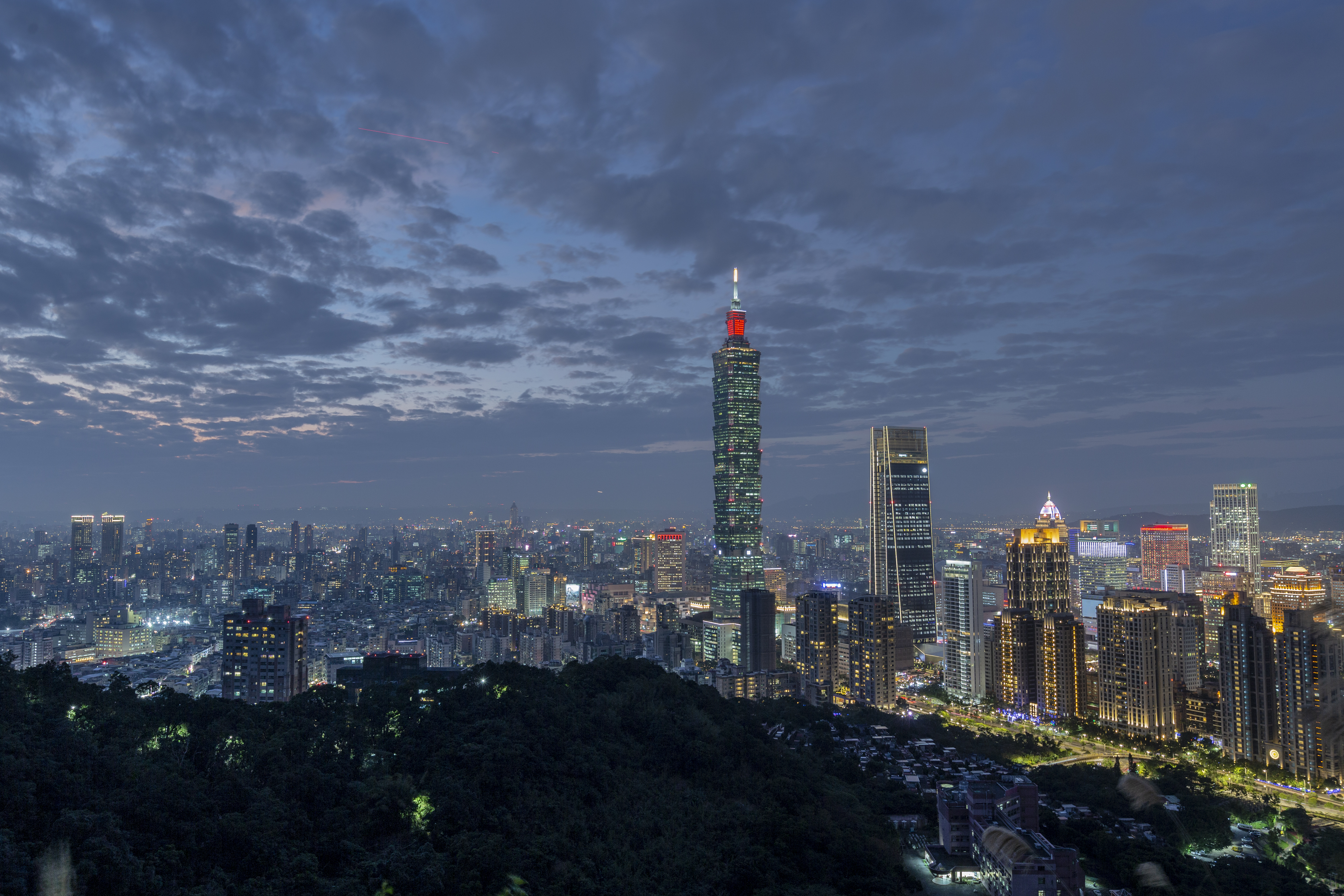
타이베이시, 대만의 수도.

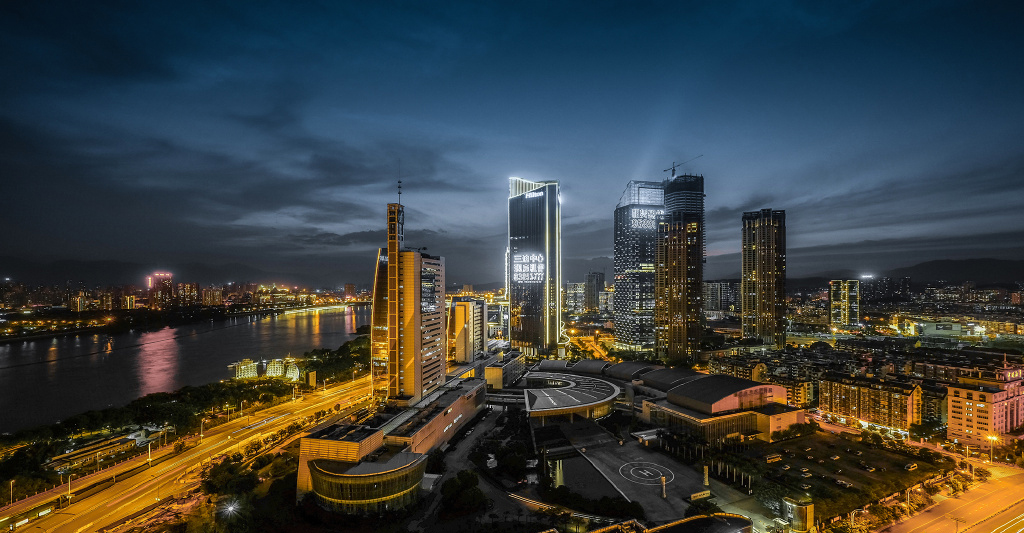
푸저우시, 푸젠성의 성도.

해협서안경제구(중국어 간체자: 海峡西岸经济区, 정체자: 海峽西岸經濟區, 병음: Hǎixiá Xī'àn Jīngjì Qū, 백화자: hái-kiap sai-hōaⁿ keng-chè khu)는 2004년 푸젠성 정부가 타이완 해협 서쪽의 경제 지역을 위해 제안한 경제 개발 구역이며 2009년 5월 4일 중화인민공화국 국무원(中國國務院常務會)의 승인을 받았다. 여기에는 푸젠성의 해안 도시인 샤먼시, 장저우시, 취안저우시, 푸저우시가 포함된다.
제안된 경제 구역은 경쟁력, 사회 발전, 대만과의 경제 협력 강화 및 증대를 위해 타이완 해협 서쪽 해안 도시들의 경제, 운송, 인프라, 정책을 통합하는 것을 목표로 한다.

## 역사
경제 구역의 개념은 푸젠성이 강력한 경제 성장을 겪고 있던 2001년부터 존재했으며, 푸젠성 정부는 주강 삼각주 경제권 및 양쯔강 삼각주 경제권과 같은 다른 경제 구역들과 경쟁할 필요가 있다고 생각했다. 이 제안은 또한 타이완 해협을 가로지르는 정치적, 경제적 관계를 촉진하기 위해 중앙 정부의 지지를 받았다.
이 경제 구역은 푸젠성이 대만의 경제 발전을 따라잡는 데 도움이 될 것이다. 2005년 푸젠성 당시 부성장이었던 왕샤오징은 경제 구역이 "동중국의 경제 벨트 자원 활용을 개선하고 전반적인 경제력을 향상시킬 것"이라고 말했다.
2008년, 중국 본토는 해협양안관계협회를 통해, 대만은 해협교류기금회를 통해 경제 협정에 합의하여 중국 내전 종식 이후 처음으로 직항로를 개설했다. 이로써 정기 상업 항공편, 대만과 중국 본토 항구 간 직항 운송, 우편 서비스가 가능해졌다.

## 경제
제안된 경제 구역은 푸젠성 해안 도시들의 경제 발전을 가속화할 것이다. 푸젠성의 경제는 2003년 국내총생산(GDP) 5232억 1700만 위안(632억 7천만 달러)으로 중국에서 11번째로 큰 성급 경제이다.
푸젠성의 현재 GDP는 2007년 기준으로 9249억 위안이다. 푸젠성의 주요 경제 엔진은 샤먼, 푸저우, 취안저우, 장저우, 푸톈이다. 제안된 경제 구역은 전자 정보, 기계 제조, 석유 화학, 건축 자재, 의류에 중점을 둘 것이다.
대만의 2007년 현재 GDP는 3881억 달러였다.
2008년 대만과 중국 본토 간의 직항로 개설로 인해 경제 구역과 대만의 경제 활동이 증가할 것으로 예상된다. 이는 항공, 해운, 우편 서비스 비용 절감으로 이어질 것이다. 이는 타이완 해협 지역의 무역, 사회, 경제 발전을 가속화할 것이다.
푸젠성은 2008년 이미 약 5,249개의 대만 프로젝트를 유치했다. 이는 양안 관계가 개선됨에 따라 증가할 것으로 예상된다. 이는 기계 및 전기 제품, 자동 자료 처리 장비, 의류 및 액세서리, 신발 등의 수출을 증가시킬 것이다.
푸젠성의 주요 수출 목적지는 홍콩, 미국, 일본이다. 직항로 개설로 대만과의 경제 무역이 증가함에 따라 대만은 주요 수출 목적지가 될 것이다.

## 같이 보기
- 환보하이 경제권
- 중원 경제구
- 양쯔강 삼각주 경제권
- 동북진흥계획
- 서부대개발
- 중부굴기계획
- 중화인민공화국의 경제